# 大武壠族夜祭
大武壠族夜祭（大武壠語： 、 ），又稱為太祖夜祭，為平埔原住民大武壠族每年最重要的歲時祭儀之一，每年農曆 9 月 15 日於台灣高雄市甲仙區小林部落、阿里關部落、高雄市六龜區荖濃部落、花蓮縣富里鄉部落等大武壠族部落舉行，另台南市白河區六重溪部落提前於農曆 9 月 14 日舉行、高雄市六龜區六龜部落於農曆 10 月 6 日舉行濾公祖祭典，保存了大武壠族的傳統祖靈信仰內涵與儀式，也是各大武壠族部落一年一度的盛事，是平埔原住民重要的祭典。其中六重溪的大武壠族夜祭與佳里北頭洋、東山吉貝耍、隆田隆本復興宮、大內頭社等四個西拉雅族夜祭，並稱為台南地區之「五大夜祭」。

## 儀式

### 神職人員
- 尪姨：女性乩童（祭師、靈媒），扮演主祭，熟悉祭祀儀禮，擔任與神靈溝通的角色。
- 向頭：男性靈媒，太祖與太君會附身於他，以與族人溝通。

### 流程[4]

#### 建立公廨
大武壠頭社系統的公廨（Kuba）目前作為祭祀場所，內有向神座（Kogitanta Agisen，包含向柱（Kayu）與向笱（Agicin）），是太祖的所在；另有早期從私家請至公廨的祀壺，是老君休憩的處所。

#### 立向竹

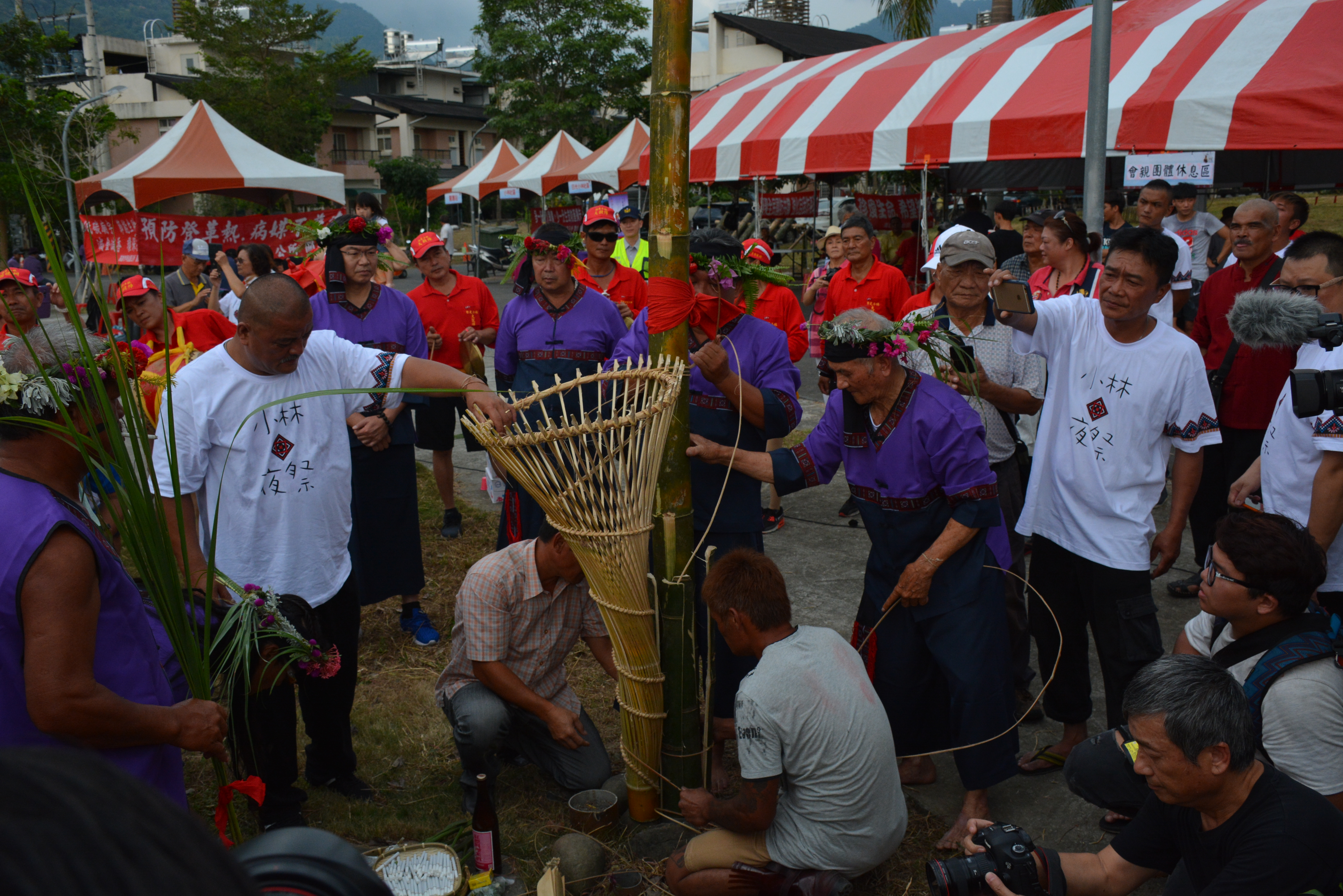
小林村夜祭當日下午進行立向竹儀式。

夜祭當天清晨砍採尾端向東邊的長竹搬回祭場，尾端保留細竹與竹葉，再綁上一束茅草，而竹身綁著七個等距的茅草束，由村民於指定地點挖洞，合力立起親手上山砍伐的向竹（Malubiw），立向竹結束後引燃竹砲，儀式揭開序幕。

#### 祭祀太祖

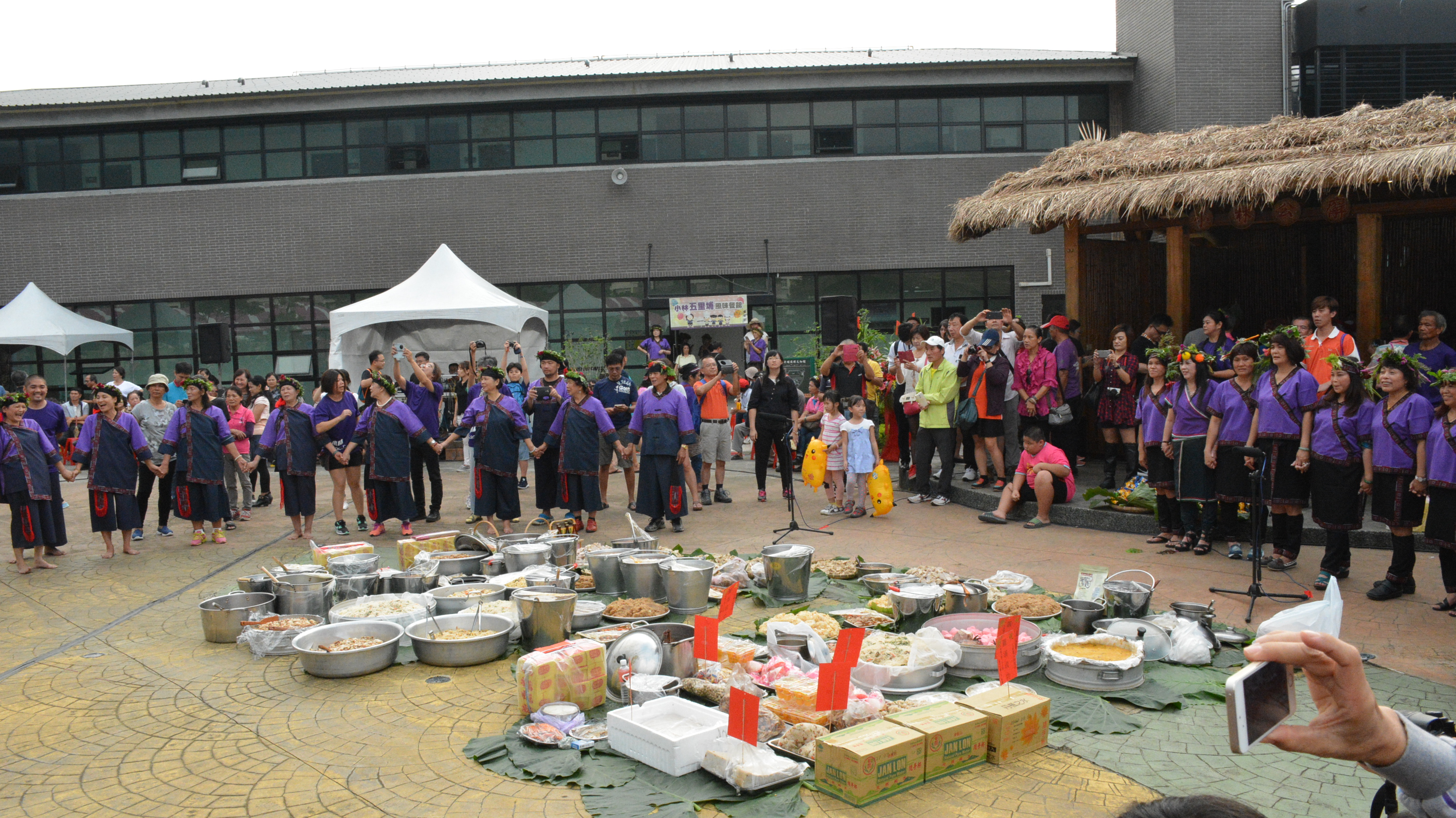
小林村夜祭當日於公廨前擺放祭品。

由族人準備 （米買）、麻薯、雞酒、湯圓、檳榔、金紙、香枝、竹杯酒、香煙、豬肉等到公廨內獻祭。
獻祭時由耆老吟唱古老的牽曲，唱《班壓》（Panga，或稱《祭品之歌》、《喔伊嘿》）、《搭母勒》（Taboro），向太祖稟報獻祭的祭品。部分歌詞如下：
Ho i he, rarom mahanru ho i he, rarom taipanga ho i he.

Ho i he, hahu mahanru ho i he, hahu taipanga ho i he.

Ho i he, hana mahanru ho i he, hana taipanga ho i he.

Ho i he, saviki mahanru ho i he, saviki taipanga ho i he.

Ho i he, iruku mahanru ho i he, tuku taipanga ho i he.

Ho i he, agagang mahanru ho i he, agagang taipanga ho i he.

Ho i he, tamaku mahanru ho i he, tamaku taipanga ho i he.

Ho i he, babuy mahanru ho i he, babuy taipanga ho i he.

Ho i he, takuka mahanru ho i he, takuka taipanga ho i he.

Ho i he, mapuli mahanru ho i he, mapuli taipanga ho i he.

Ho i he, tao mahanru ho i he, tao taipanga ho i he.

## 祭歌
當前大武壠族各部落於夜祭吟唱的祭歌，與西拉雅族頭社部分祭歌雷同，然而它們原本都源自於玉井盆地大武壠族的歌謠，接著隨著大武壠族人過去數百年的遷徙，擴散到台南六重溪、高雄山區及花東縱谷等各地的大武壠族居住地，最後再輾轉流傳到西拉雅族部落。

根據學者林清財〈歌謠記憶：西拉雅人的歌搖手抄本〉一文：
「西拉雅歌謠手抄本證實了保有歌謠抄本的聚落，似乎指向單一的歌謠傳承來源，這些歌謠原屬玉井盆地大武壟社群的歌謠，約在二百年以前部份族人移住六重溪而傳承下來。部份族人輾轉經楠梓仙溪、荖濃溪一帶，約 180 年前後來到大庄，將這些歌繼續流傳下來。 而 100 年前，部份歌謠的又隨婚姻關係流傳至加呐埔，及日治時期，這些歌謠往西流傳至新港社群、四大社系的頭社等地，並進而傳播到吉貝耍、番仔田。最後，再經由吉貝耍人於民國八十八年將 這些歌謠傳播到北頭洋，以致形成西拉雅歌謠流布臺灣南部、東部地區的現狀。」
另根據林清財與人類學家潘英海教授的田野調查，約在 1922 年左右，台南大內頭社當地的太祖曾協助居民楊旺打贏官司，為了還願，楊旺因妻子毛來枝（高雄荖濃大武壠族尪姨）的關係，至高雄荖濃學了當地的「番仔舞」，並回到頭社教授給村民，以漢字拼音記錄下來，頭社才有現在的牽戲。
1915 年高雄爆發噍吧哖事件，部分荖濃大武壠族人走避至六重溪，祭歌也再次流傳至六重溪部落。

## 各地大武壠族夜祭

### 小林村
甲仙小林部落居民大多屬大武壠族，守護神稱為番太祖，又稱「太祖」或「Kuba 祖」。早期大武壠族的生活準則為雨季耕作、旱季狩獵，而規範則透過祭祀儀式來強化，透過儀式以禁止族人不可從事的行為，稱之為「禁向」。「禁向」於每年農曆3月15日舉行，每年一旦到了「禁向」期間，族人就必須遵守許多禁忌，族人必須專心農事、禁止娛樂；而透過祭祀儀式來解除禁忌，則稱為「開向」。「開向」後，可自由從事狩獵、歌舞、婚嫁等行為皆不拘。而阿里關太祖祭祀在農曆9月15日舉行，即是所謂的「開向」。
小林夜祭一度中斷三十多年，直到1996年恢復舉辦，然而因傳統牽曲曲調已消失，而自台南西拉雅族學習原本就流傳自高雄大武壠族的曲調。
2009年莫拉克風災重創小林村，第9到19鄰區域完全毀滅，造成居民重大傷亡，而原本村民祭祀地點「公廨」也被土石掩埋。原本小林部落族人因為人數不足，加上災後小林部落倖存者哀傷氣氛籠罩部落，原本不願再舉行夜祭，傳統文化面臨失傳的危機，但是在許多外界關心者加油打氣下，最後仍如期舉辦。八八風災後，連續兩年都在臨時搭建的公廨舉行，2011年小林夜祭首度移至甲仙區五里埔小林部落永久屋基地的五里埔平埔文化園區進行完整儀式，原本在八八風災中損毀的「公廨」整建完畢，在祭祀同一天啟用。高雄市政府文化局並且特別尋求專家學者提供日治時期牽曲資料，讓小林古調原音重現，並且在五里埔永久屋基地成立五里埔平埔文化園區，供世人追思。莫拉克風災後，以保存小林平埔文化為重建基礎，其中夜祭即是凝聚維繫村民情感並支撐小林部落居民災後重生的重要力量。

### 阿里關
2012年1月5日，行政院文化部依照高雄市政府之提報，依據文化資產保存法第59條及「傳統藝術民俗及有關文物登錄指定及廢止審查辦法」第2條規定，將大武壠阿里關太祖祭典公告登錄為高雄市民俗及有關文物。

### 六龜
有別於其他大武壠族部落，六龜於每年農曆 10 月 6 日於公廨舉行濾公祖祭典，廣邀族人與居民前來祭拜，並於公廨前廣場舉行牽戲。
- 小林村大武壠族夜祭
- 小林村於夜祭前舉辦走鏢（巴達興，Patahen）活動
- 荖濃大武壠族夜祭
- 六重溪大武壠夜祭
- 大庄部落大武壠族夜祭
- 六龜大武壠族夜祭

## 另見
- 大武壠族
- 太祖

## 外部連結
- 大武壠阿里關太祖祭典－高雄市政府文化局（页面存档备份，存于）
- 大武壠阿里關太祖祭典－文化部文化資產局（页面存档备份，存于）
- 風雨新生，小林夜祭（何欣潔）－莫拉克88news.org